# Something Else by the Kinks
Az 1967-es Something Else by The Kinks The Kinks nagylemeze. Az együttes mellett hallható az albumon Nicky Hopkins stúdiózenész (billentyűk) és Ray Davies felesége, Rasa. Az album a Rolling Stone Minden idők 500 legjobb albuma listáján a 288. helyre került. Szerepel az 1001 lemez, amit hallanod kell, mielőtt meghalsz című könyvben.

## Az album dalai

### Eredeti kiadás
| 1. | David Watts      | Ray Davies              | 2:32 |
| 2. | Death of a Clown | Dave Davies, Ray Davies | 3:04 |
| 3. | Two Sisters      | Ray Davies              | 2:01 |
| 4. | No Return        | Ray Davies              | 2:03 |
| 5. | Harry Rag        | Ray Davies              | 2:16 |
| 6. | Tin Soldier Man  | Ray Davies              | 2:49 |
| 7. | Situation Vacant | Ray Davies              | 3:16 |

| 1. | Love Me Till the Sun Shines | Dave Davies | 3:16 |
| 2. | Lazy Old Sun                | Ray Davies  | 2:48 |
| 3. | Afternoon Tea               | Ray Davies  | 3:27 |
| 4. | Funny Face                  | Dave Davies | 2:17 |
| 5. | End of the Season           | Ray Davies  | 2:57 |
| 6. | Waterloo Sunset             | Ray Davies  | 3:15 |

### Bónuszdalok az új kiadásról
|     | Cím                              | Szerző(k)               | Hossz |
| --- | -------------------------------- | ----------------------- | ----- |
| 14. | Act Nice and Gentle              | Ray Davies              | 2:39  |
| 15. | Autumn Almanac                   | Ray Davies              | 3:05  |
| 16. | Susannah's Still Alive           | Dave Davies             | 2:22  |
| 17. | Wonderboy                        | Ray Davies              | 2:49  |
| 18. | Polly                            | Ray Davies              | 2:51  |
| 19. | Lincoln County                   | Dave Davies             | 3:12  |
| 20. | There Is No Life without Love    | Dave Davies, Ray Davies | 2:01  |
| 21. | Lazy Old Sun (alternatív verzió) | Ray Davies              | 2:53  |

## Közreműködők

### The Kinks
- Ray Davies – ének, ritmusgitár, szájharmonika
- Dave Davies – szólógitár, tizenkéthúros gitár, háttérvokál, ének (a Death of a Clown, Love Me Till the Sun Shines, Funny Face, Susannah's Still Alive és Lincoln County dalokon)
- Pete Quaife – basszusgitár, háttérvokál
- Mick Avory – dobok, ütőhangszerek

### További zenészek
- Nicky Hopkins – billentyűk, zongora, orgona, csembaló
- Rasa Davies – háttérvokál